# پرچم جزایر الند
پرچم جزایر الند در ۳ فوریه ۱۹۵۴ پذیرفته شد.